# Selección de fútbol playa de Irlanda
La Selección de fútbol playa de la República de Irlanda es el equipo que representa al país en la Copa Mundial de Fútbol Playa de FIFA y en la Euro Beach Soccer League; y es controlada por la Asociación de Fútbol de Irlanda.

## Estadísticas

### Copa Mundial de Fútbol Playa FIFA
| Copa Mundial de Fútbol Playa FIFA | Copa Mundial de Fútbol Playa FIFA | Copa Mundial de Fútbol Playa FIFA | Copa Mundial de Fútbol Playa FIFA | Copa Mundial de Fútbol Playa FIFA | Copa Mundial de Fútbol Playa FIFA | Copa Mundial de Fútbol Playa FIFA | Copa Mundial de Fútbol Playa FIFA |
| Año                               | Ronda                             | J                                 | G                                 | G+                                | P                                 | GF                                | GC                                |
| --------------------------------- | --------------------------------- | --------------------------------- | --------------------------------- | --------------------------------- | --------------------------------- | --------------------------------- | --------------------------------- |
| 2005 - 2021                       | No participó                      | No participó                      | No participó                      | No participó                      | No participó                      | No participó                      | No participó                      |
| Total                             | 0/11                              | -                                 | -                                 | -                                 | -                                 | -                                 | -                                 |

### Euro Beach Soccer League
| Euro Beach Soccer League | Euro Beach Soccer League | Euro Beach Soccer League | Euro Beach Soccer League | Euro Beach Soccer League | Euro Beach Soccer League | Euro Beach Soccer League | Euro Beach Soccer League | Euro Beach Soccer League |
| Año                      | Liga                     | Ronda                    | J                        | G                        | G+                       | P                        | GF                       | GC                       |
| ------------------------ | ------------------------ | ------------------------ | ------------------------ | ------------------------ | ------------------------ | ------------------------ | ------------------------ | ------------------------ |
| 1998 - 2000              | No participó             | No participó             | No participó             | No participó             | No participó             | No participó             | No participó             | No participó             |
| 2001                     | A                        | Fase de grupos           | 9                        | 0                        | 0                        | 9                        | 18                       | 75                       |
| 2002 - 2022              | No participó             | No participó             | No participó             | No participó             | No participó             | No participó             | No participó             | No participó             |
| Total                    | Total                    | 1/25                     | 9                        | 0                        | 0                        | 9                        | 18                       | 75                       |

### Euro Beach Soccer Cup
| Euro Beach Soccer Cup | Euro Beach Soccer Cup | Euro Beach Soccer Cup | Euro Beach Soccer Cup | Euro Beach Soccer Cup | Euro Beach Soccer Cup | Euro Beach Soccer Cup | Euro Beach Soccer Cup |
| Año                   | Ronda                 | J                     | G                     | G+                    | P                     | GF                    | GC                    |
| --------------------- | --------------------- | --------------------- | --------------------- | --------------------- | --------------------- | --------------------- | --------------------- |
| 1998 - 2001           | No participó          | No participó          | No participó          | No participó          | No participó          | No participó          | No participó          |
| 2002                  | Octavo lugar          | 3                     | 0                     | 0                     | 3                     | 9                     | 32                    |
| 2003 - 2016           | No participó          | No participó          | No participó          | No participó          | No participó          | No participó          | No participó          |
| Total                 | 1/15                  | 3                     | 0                     | 0                     | 3                     | 9                     | 32                    |

- Datos: Q24196908